# جيسون مونروي
جيسون مونروي (بالإسبانية: Jeysson Monroy)‏ (مواليد 14 مارس 1985) هو ملاكم كولومبي، مثّل بلاده في الألعاب الأولمبية الصيفية 2012.

## روابط خارجية
جيسون مونروي على موقع أوليمبيديا (الإنجليزية)